# Кресент (Ајова)
Кресент (енгл. Crescent) град је у америчкој савезној држави Ајова. По попису становништва из 2010. у њему је живело 617 становника.

## Демографија
Према попису становништва из 2010. у граду је живело 617 становника, што је 80 (14,9%) становника више него 2000. године.
| Група             | 2000.       | 2010.       |
| Белци             | 527 (98,1%) | 604 (97,9%) |
| Азијати           | 1 (0,2%)    | 0 (0,0%)    |
| Хиспаноамериканци | 1 (0,2%)    | 11 (1,8%)   |
| Укупно            | 537         | 617         |